# Элементы почтовой марки
Элементы почтовой марки — совокупность внешних признаков, отличающих почтовую марку как легитимный знак почтовой оплаты (ЗПО). Основные элементы прописаны в документах Всемирного почтового союза (ВПС) и приняты мировым сообществом как обязательные, этими документами руководствуются все страны — члены ВПС в рамках своей эмиссионной политики при выпуске марок. Таким образом, ЗПО официальных эмитентов принципиально отличаются от многих марок-предшественниц, непочтовых марок и прочих видов марок-синдерелл.
Элементы почтовой марки

## Основные элементы
Среди непременных характеристик почтовых марок в специализированной литературе указываются следующие:
- обозначение государства-эмитента (почтовой администрации), имеющей официальное представительство в ВПС;
- указание тем или иным способом номинала, определяющего франкировальную силу;
- возможность наклеивания на почтовые отправления;
- возможность почтового гашения для недопущения повторного использования.

Все прочие виды маркоподобных миниатюр, не сочетающие такие признаки, юридически и филателистически почтовыми марками не являются. Термин «почтовая марка» защищён действующей Всемирной почтовой конвенцией (статья 8, пункт 1).
Как отмечается в статье Б. М. Кисина «Почтовая марка и её элементы», изобразительное пространство почтовой марки обычно включает следующие основные элементы (см. рисунок ниже):

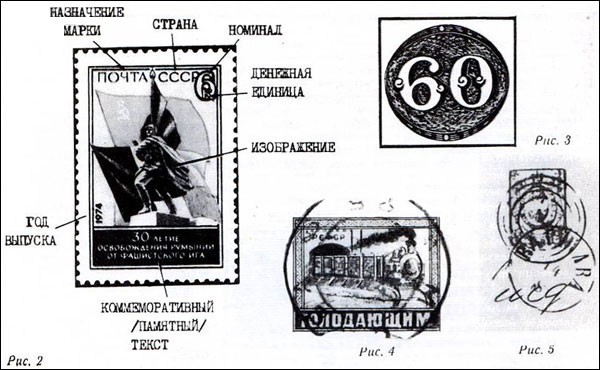

- назначение марки,
- страна,
- номинал,
- денежная единица,
- год выпуска,
- изображение,
- коммеморативный (памятный) текст.

### Указание эмитента
Согласно пункту 3 статьи 8 Всемирной почтовой конвенции, «почтовые марки должны содержать… написанное латинскими буквами название государства или территории, субъектом которой является выпускающая почтовая администрация». Однако так было не всегда. Ещё в середине — конце XX века значимая часть стран мира предпочитала указывать свои названия на марках лишь на местных языках без дублирования латиницей.
Так, СССР, Болгария, Югославия использовали кириллицу, Япония, КНР и др. — только иероглифы, а, например, Шри-Ланка — сингальское письмо. Из-за этого каталоги почтовых марок до сих пор вынуждены публиковать объёмные инструкции по идентификации филателистической продукции стран мира по их языкам и алфавитам. Кроме того, ряд государств предпочитали указывать себя на марках лишь аббревиатурами — RF (фр. République française — Французская Республика), RSA (африк. Republiek van Suid-Afrika или англ. Republic of South Africa — Южно-Африканская Республика), KSA (Kingdom of Saudi Arabia — Королевство Саудовской Аравии), DDR (нем. Deutsche Demokratische Republik — Германская Демократическая Республика) и др.
В настоящее время названия государств на марках дублируются латиницей и даются по возможности в своих кратких формах, но полностью, и у современных марок проблема узнаваемости решилась. Единственным исключением из общего правила являются почтовые эмиссии Великобритании. Как стране, выпустившей первую в мире марку («Чёрный пенни», 1840), ей и только ей с 1874 года решением ВПС разрешено, сохраняя сложившуюся традицию, обозначать принадлежность почтовых марок не текстом, а только графически, с помощью портрета монарха.
В классический период развития филателии до учреждения ВПС (1874) и организации регулярной международной почтовой связи не существовало выраженной необходимости указывать страну-эмитента понятным за рубежом способом. Текстовое обозначение было обычным для местных марок и марок колониальных владений, где это имело практический смысл как способ разграничения зон ответственности почтовых администраций одной метрополии. Многие же европейские страны (Бельгия, Испания и др.) практиковали как идентификатор изображения своих монархов, некоторые другие (Папская область, Норвегия, Российская империя и др.) считали достаточным государственный герб или даже только указание своей почтовой службы (см., например, первые выпуски серии «Германия» 1900 года).
Впрочем, и в начале XXI века некоторые администрации печатают на марках дополнительно к названию страны эмблему государства (Ватикан, Украина) или почтовой службы (Хорватия). Это разрешено «в факультативном порядке» пунктом 3.1.1 статьи 8 Всемирной почтовой конвенции.

### Номинал
Основная функция почтовой марки — удостоверение факта предоплаты почтового сбора отправителем в полном объёме, для чего этот объём должен быть так или иначе на ней указан. Пункт 3.1.2 статьи 8 Всемирной почтовой конвенции требует такого указания арабскими цифрами и/или латинскими буквами. На марках середины — конца XIX века стоимость часто указывалась лишь текстом, поэтому при возникновении ВПС и регулярной международной связи была регламентирована и обязательность цифр: они не требовали от почтовых служащих знания иностранных языков.
Впрочем, в ранней истории филателии было несколько случаев нахождения в легальном почтовом обращении марок без номиналов, когда тот или иной тариф обозначался цветом. Самыми известными из них, благодаря «Красному Меркурию», являются газетные марки Австрийской империи 1851 года. Подобные марки также выпускались для ряда островных колоний Британской империи (серия «Сидящая Британия») и Ионической республики (1859). На служебных марках Испании 1854—1855 годов указан лишь вес писем, для оплаты которого они предназначались: ½, 1 и 4 унции и 1 фунт.
Параллельно обнаружилось, что почтовые марки без указания номинала ощутимо экономят госбюджет в периоды гиперинфляции, ведь в этом случае стоимость марки можно назначать оперативно без надпечатывания её тиража или его уничтожения и производства нового взамен. Подобные почтовые миниатюры выпускались, например, в РСФСР в 1922 году, в Китае конца 1940-х годов или в Израиле в начале 1980-х. Однако такие выпуски являются вынужденными исключениями.
Обычно номинал на марках даётся числом и идущим до или после него символом или наименованием денежной единицы, сокращённо или полностью. Но в ряде случаев почтовые администрации обходятся просто числом, особенно в период ожидаемой смены валюты, когда указание последней становится нежелательным. Так, первые марки Чехословакии (серия «Градчаны») или Югославии (серия «Веригар») номинировались в валюте распавшейся Австро-Венгрии — геллерах, но при этом название единиц не указывалось. Марки Литвы 1990—1991 годов номинировались в советских копейках также без текстового обозначения последних.
В аналогичных случаях, когда власти хотят подготовить население к вводу новой валюты или когда по тем или иным причинам легализована бивалютная денежная система (например, на Гельголанде до 1890 года), на почтовых марках указывается сразу два номинала параллельно. Так происходило и во многих европейских странах во время их вступления в еврозону, причём до ввода евро номинал в этой валюте там указывался в справочных целях. Двойной номинал характерен также для широко распространённых в мире почтово-благотворительных (полупочтовых) марок. Он обычно состоит из двух чисел и знака «плюс» между ними. Первое обозначает почтовый сбор, второе — деньги, идущие на непочтовые цели.
С конца 1970-х годов некоторые государства (США, Великобритания, Канада, Швеция, Россия, Сингапур и др.) стали переходить к указанию номинала литерами (так называемые «литерные марки»), либо просто писать на своих почтовых миниатюрах, для оплаты какого класса отправлений те предназначены. В 1995 году Всемирный почтовый союз разрешил использование таких марок в международном почтовом сообщении. Их основное преимущество проявляется в случае необходимости обеспечить многомиллионный тираж тогда, когда почтовые тарифы заранее неизвестны, либо быстро меняются. В 2006 году Почтовая служба США пошла ещё дальше и стала выпускать так называемые «вечные марки» (англ. «forever stamps»).

### Клеевой слой

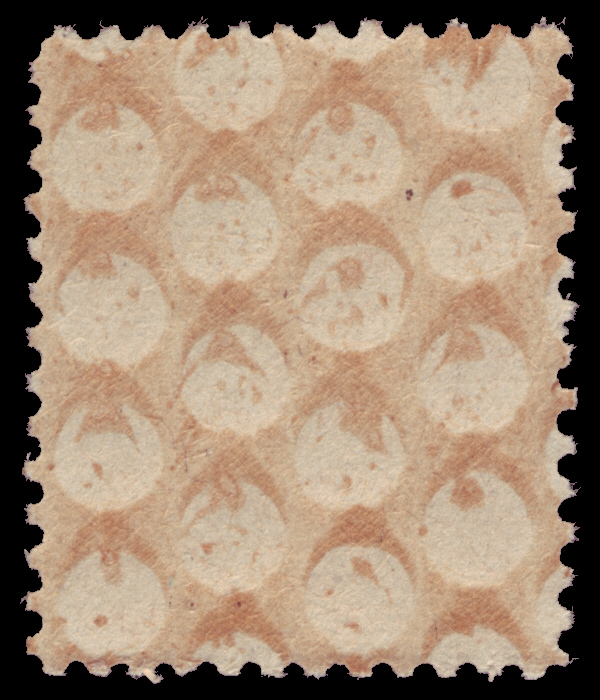
Экономная гуммировка:
Советская зона оккупации Германии (1945)

Нанесение клеевого слоя на оборотную сторону марок, позволяющее наклеивать их на почтовое отправление, называется гуммированием или гуммировкой. Этот процесс производился повсеместно уже при первых выпусках почтовых марок. В качестве клея в основном использовался органический гуммиарабик или раствор декстрина с добавкой желатина для уменьшения смываемости клеевого слоя при увлажнении его перед приклеиванием. Иногда в состав клея добавляют сахарин или иные вкусовые добавки. Со второй половины XX века широко применяются синтетические клеевые составы (клей ПВА) либо самоклеящиеся почтовые марки.
Внешний вид клеевого слоя варьирует в зависимости от его типа и способа нанесения от почти невидимого до тёмно-коричневого. Гуммированная поверхность может выглядеть и матовой, и глянцевой. На некоторых марках, выпущенных главным образом в периоды жёсткой экономии (например, во время или сразу после войн), клей нанесён через сетчатый шаблон для уменьшения его расхода. Так были гуммированы, например, некоторые послевоенные немецкие местные марки 1945—1946 годов. Иногда с помощью специальных форм клей наносили в виде монограмм или вензелей. Например, на одной из чехословацких серий 1923 года на основном клеевом слое нанесена монограмма PČS (чеш. Pošta Československá — «Чехословацкая почта»).
В некоторых случаях клеевой слой на марке может отсутствовать, что случается по двум причинам. Либо клей был смыт одним из филателистов-владельцев марки с целью предотвратить негативные последствия её хранения (сворачивание, коробление, следы марочной наклейки). Либо марка изначально выпускалась без клея, что происходило обычно из-за срочности выпуска или вызванного чрезвычайными обстоятельствами отсутствия сырья, примитивности процесса печати (см., например, «Угандийские каури»). Кроме того, без клеевого слоя выпускались ранние марки стран и территорий, находящихся в поясе влажного тропического климата (например, Кюрасао, Суринам 1873 года).

### Почтовое гашение
Целью гашения является аннулирование почтовой марки для недопущения её повторного использования. В настоящее время в подавляющем большинстве случаев гашение производится с помощью почтового штемпеля, хотя до середины XX века способы были более разнообразны — повреждением самой марки (надрывом, разрывом, надрезом, или разрезом, отрыванием края, проколом и др.) или видимым загрязнением её поверхности (чернилами или иными ручными способами, типографским набором и др.). Гашение штемпелем относится ко вторым способам, причём может быть как ручным, так и механическим.
Самый простой вид оттиска штемпеля — немой. Он не содержит никакой информации и предназначен только для собственно гашения. Впрочем, немые рамочные штемпели Королевства обеих Сицилий 1860-х годов были созданы специально чтобы не затрагивать печатавшийся на тамошних марках портрет короля Фердинанда II, они давали понять, что фигура монарха имеет высокую политическую ценность. Но гораздо чаще на марках встречаются оттиски штемпелей, содержащих различные цифры, буквы и тексты — например, обозначение почтового отделения, названия района, города, провинции, страны, где было произведено гашение, дату, время суток гашения и др.
Попадающие иногда на марку сопроводительные штемпели сообщают информацию об особенностях отправления и/или маршруте прохождения им почты, а также могут содержать агитационно-рекламные надписи. К памятным датам почтовые марки могут гаситься художественными или специальными штемпелями, обычно имеющими нестандартную форму, хотя и содержащими все штатные элементы (дату, место и проч.), но представляющими собой художественное произведение.
Гашение может затрагивать лишь край, угол марки или бо́льшую часть её поверхности. В первом случае говорят о «лёгком гашении» (англ. light cancel), во втором — о гашении «бычий глаз», или «удар по носу [предполагаемого портрета на рисунке марки]» (bulls-eye cancel или socked on the nose). В зависимости от вида филателистической коллекции для её обладателя становится предпочтительнее либо тот, либо иной тип гашений. Когда гашение нечёткое, смазанное, неочищенное, жирное, расплывшееся, со следами комков и/или излишним содержанием штемпельной краски и т. д., говорят о «грязном» или «грубом» штемпеле. Такое гашение, как правило, снижает филателистическую ценность марки.
Особым случаем лёгкого гашения является фиктивное гашение (cancelled-to-order, сокращённо CTO), когда марки штемпелюются почтовой службой (вручную или машинным способом, порой прямо в листах в типографии) без их использования для прохождения почты. Такое происходит, если почта по тем или иным соображениям стремится продать как можно больше почтовых марок, но при этом не берёт на себя обязательств по доставке франкированных ими писем. Так во второй половине XX века поступали администрации Парагвая, Экваториальной Гвинеи, ЧССР, МНР, КНР до 1970-х годов, позднего СССР, княжеств Аравии периода «песчаных дюн», позднее объединившихся в ОАЭ и Йемен, и др.
Фиктивное гашение, как правило, выглядит неправдоподобно чётким и аккуратным, находится обычно в одном углу марки, а её клеевой слой при этом остаётся нетронутым, что невозможно при реальном прохождении почты. Регламент Международной федерации филателии (ФИП) не содержит формальных ограничений на экспонирование CTO на филателистических выставках, однако многие филателисты не считают их настоящими почтовыми марками вообще, ведь те изначально лишены своей базовой функции: они не были знаками почтовой оплаты.

## Необязательные элементы

### Надпечатка
Иногда на уже готовых к запуску в обращение почтовых марках дополнительно печатается текст (или реже — несложное графическое изображение) — это называется надпечаткой. К такому средству почтовые администрации прибегают, как правило, из-за сочетания двух обстоятельств — важности информации, которая должна быть помещена на марки, и необходимости как можно быстрее выпустить новый тираж, на полноценную печать которого нет достаточного времени и/или средств.
К таким обстоятельствам относится изменения почтовых тарифов, валюты, нехватка определённых видов марок, необходимость доплаты, стихийное бедствие, особенно в случае сбора средств на ликвидацию его последствий, смена общественного строя, оккупация и/или отделение территорий, отграничения зоны обращения марки и др. Надпечатки также бывают служебными либо делаются из-за того, что выпускать отдельный тираж, допустим, для небольшой колонии, заграничных почтовых отделений или в специальных целях накладно. Порой уже надпечатанные марки надпечатываются повторно, в этом случае говорят о перепечатках.

### Водяной знак
Водяной знак (его следует отличать от тиснения) представляет собой эффективное в прошлом защитное средство, затруднявшее фальсификацию почтовых марок (а также ассигнаций, ценных бумаг, документов). Выглядит он как видимый на просвет или, наоборот, при просмотре марки на фоне тёмной подложки дополнительный к обычному параллельный рисунок. Внимательный глаз часто может его обнаружить и без ухищрений, особенно в местах отсутствия краски (например, на полях марки), как совокупность вдавленных в бумагу элементов, более тонких мест, отличающихся от её нормального вида в целом.
Получают водяной знак в процессе изготовления бумаги путём вдавливания в ещё влажную бумажную массу выпуклых рельефных элементов, образующих заданный рисунок — буквы, цифры, линии, изображения, порой достаточно сложные, но чаще это просто определённый узор (корона, цветок, звезда, полумесяц, серп и молот, лебедь, бычья голова, иной национальный символ и др.). Такие знаки могут ставиться однократно на каждой марке либо идти сплошным рисунком по всему марочному листу.
Водяные знаки широко применялись на марках XIX — первой половины XX века, но позже вышли из употребления и на современных марках встречаются нечасто, лишь в силу традиции. Для филателиста характер водяного знака или даже само его наличие или отсутствие несёт важную информацию, например об изготовителе, годе или обстоятельствах того или иного выпуска и др. Так, выпуски серии «Яхта „Гогенцоллерн“» для колоний Германии 1900—1905 годов печатались на бумаге без водяных знаков, поэтому по наличию знаков «ромбы» можно определить, что конкретная «Яхта» появилась не ранее конца 1905 года.

### Перфорация
Чтобы облегчить отделение марки от марочного листа без помощи ножниц по заранее намеченным линиям, не повредив ни её саму, ни соседних марок, лист подвергают перфорированию, обычно в типографии. Доминирующий способ перфорации почтовых марок — зубцовка. Гораздо менее распространённый (по эстетическим причинам) способ — просечка. В первом случае происходит пробо́й бумажной основы, оставляющий в ней серию отверстий, во втором — пунктирное надрезание бумаги, не приводящее к удалению частиц материала.
Некоторые страны (Швеция, США и др.) выпускают знаки почтовой оплаты не только листами как обычно, но и в виде рулона шириной в одну марку. Предназначенные для продажи через почтовый автомат рулонные марки требуют перфорирования только между собой, края ленты рулона остаются ровными. Известны также примеры комбинированной перфорации «зубцовка + просечка» (ЮАС, 1942), зигзагообразной просечки, напоминающей зубцовку с длинными зубцами (Великое княжество Финляндское, 1860-е годы) и др.
При стеснённости почты в средствах или во времени марки эмитировались без перфорации вовсе — см., например, первые марки Чехословакии (1918). Однако по решению ФИП все изданные после 1967 года параллельно с зубцовыми такие же беззубцовые марки считаются «нежелательными выпусками».
Особым случаем является фигурная перфорация или перфин (сокращение от perforated initials, «перфорированные инициалы»). Перфины производятся с помощью перфорационных машин почтовыми или иными госучреждениями или частными компаниями с большим объёмом служебной переписки. В отличие от зубцовки, такая перфорация, как правило, находится в центральной части марки и представляют собой дополнительный фигурный рисунок из бумажных проколов, обычно это сочетание букв, аббревиатура.
Основные цели перфина сходны с надпечаткой — это может быть аннулирование марки (см. гашение пробо́ем) либо обозначение её служебного характера или принадлежности конкретному учреждению для предотвращения хищений. Со второй половины XX века перфины уступили место более совершенному способу учёта оплаты служебных почтовых услуг — франкотипам. Поскольку в XXI веке многие почтовые администрации переходят на выпуск самоклеящихся марок, которые отделяются от подложки вырубкой, стандартная зубцовка как таковая применяется ныне всё больше лишь как декоративный элемент, как дань традиции.

## Сюжетные элементы

### Надписи
Подавляющее большинство почтовых марок (хотя и не все — см., например, газетную марку Боснии и Герцеговины 1913 года) содержат разнообразные текстовые элементы. Эти надписи делятся на две группы — служебные и обусловленные сюжетом. Первые, как правило, обязательны для выпусков данной страны соответствующих лет. Это название государства, вид почтовой марки (например, авиапочтовая, доплатная, посылочная, служебная и др.), имена художника и гравёра марки, год её издания и др.
Цель вторых надписей — пояснение сюжета конкретной марки. Так, на ней может присутствовать имя изображённого лица, годы его жизни, название и географическое местоположение изображённого события, здания, предмета, животного, растения, лозунг или призыв. Бывают и марки, где сам текст является элементом рисунка или даже заменяет последний полностью (см., например, марку США «Алкоголизм» 1981 года).
Определённые сложности с надписями на марках возникают у эмитентов, обязанных дублировать тексты на нескольких языках. Дело в том, что если таких языков два (Бельгия, Финляндия, Канада и др.) или больше (СССР, Индия и др.), у создателей марок возникают очевидные проблемы с их дизайном, причём не только из-за того что кратно бо́льшее количество текста во столько же раз больше нагружает рисунок, но и потому что надписи на разных языках по политическим соображениям обычно должны быть «равноправны», единого размера, цвета, шрифта. Этих проблем не существовало на ранних почтовых миниатюрах, где рисунка как такового не было — см. марки княжества Хайдарабад (Британская Индия) 1871 года. В дальнейшем же многонациональные страны выходили из положения по-разному.
Так, почтовые марки Южной Африки времён британского доминиона издавались параллельно на английском языке и африкаанс (их так и коллекционируют сцепками). Ряд стран практикует отдельные выпуски на тех или иных своих языках — например, Норвегия при базовом букмоле с 1951 года печатает некоторые марки и на нюноршк, поэтому её название иногда читается на них как Noreg, а не Norge. В четырёхъязычной Швейцарии марки издаются с названием страны на пятом языке, мёртвой латыни — лат. Helvetia. Обусловленные же сюжетом надписи в этом государстве пишутся на языке той части страны, к которой тематически относится марка. Аналогичная норма существовала с 1960-х годов и в СССР: например, поясняющие сюжет тексты в посвящённом 50-летию Таллинского зоопарка выпуске (1989) даны на русском и эстонском языках.
Многие многоязычные страны, которым не так повезло как, например, Канаде, название которой и по-английски, и по-французски пишется одинаково (Canada), всё же выбирают на своих марках «главный» язык, давая прочие более мелким кеглем. Таков, например, греческий на многих марках Кипра или иврит на марках Израиля. Порой этот выбор даётся непросто: так, в 1950-х годах освободившийся от колониализма Цейлон (с 1972 года Шри-Ланка) был вынужден переиздать свои более ранние выпуски, чтобы сделать основным их языком не английский, а сингальский. Почтовая администрация ООН, выпускавшая до середины 1960-х годов пятиязычные марки, из-за очевидных сложностей с марочным дизайном позже перешла к раздельным выпускам: ныне её нью-йоркский офис издаёт марки по-английски, женевский — по-французски, а венский — по-немецки (при этом последний не является официальным языком ООН).
Почтовые марки многих стран содержат надписи не только в рисунке, но и на полях (промежутках между рисунком и зубцовкой), чаще всего на нижнем поле. Обычно там даются имена художника и гравёра, года выпуска, названия типографии, отпечатавшей тираж.
Сложная система обозначений выстроена на полях почтовых марок КНР. С года основания этого государства (1949) в нижнем левом углу его коммеморативных и специальных эмиссий печатаются серийные номера. В дальнейшем они были дополнены порядковым номером, который занимает марка в серии. В правом же нижнем углу стали указывать общее число выпущенных на текущий момент марок, а также год выпуска. То есть если внизу марки напечатано, допустим, «33.4—1 (125)1955», это значит, что она первая в четырёхмарочном выпуске № 33, изданном в 1955 году, а всего на тот момент было эмитировано 125 марок. Правда, система нумерации |китайских марок за прошедшие десятилетия несколько раз менялась, а в 1967—1970 годах не применялась совсем, да и на стандартных сериях КНР какие-либо числа отсутствуют.
Более простое объяснение имеют две (позже — четыре) латинские литеры, расположенных по углам первых марок Британской империи, — это сделано для защиты от повторного использования последних. Нижние буквы показывают положение марки на марочном листе, то есть ряд, в котором она находилась, и её место в этом ряду. Верхние — то же самое, но зеркально. Поскольку сочетание литер в рамках 240-марочного листа (20 рядов по 12 штук) уникально, почтовый работник на глаз мог выявить даже очень искусно подклеенные друг к другу половинки разных марок с нарочно обрезанными оттисками штемпелей, то есть уже прошедших почту. Чтобы обмануть систему, отправителю-злоумышленнику было необходимо найти две аккуратно гашёные марки с одинаковыми буквами, что в сотни раз сложнее. Правда, в 1869 году свои первые марки выпустил Саравак (ныне часть Малайзии), и литеры в их углах были на всех экземплярах одинаковы: JBRS. Это сокращение от «Джеймс Брук, раджа Саравака».
На некоторых марках присутствуют микроскопические тайные надписи (микропечать), их включают в рисунок художники и гравёры — иногда по заданию почтового ведомства-заказчика для затруднения фальсификаций, иногда по собственной инициативе. Во втором случае такие микронадписи, как правило, отражают стремление создателей к нестандартному самовыражению.
Так, на марке Дании 1965 года к 100-летнему юбилею торгового колледжа в Аархусе в графах таблицы на развороте кассовой книги известный польский гравёр Чеслав Сланя мелкими рукописными буквами нанёс имена двух своих друзей-датчан А. Расмуссена и Р. Сундгаарда, сотрудников датской почты. Позже он поставил заказчика в известность о своей шалости:

Я думал, мне придётся переделывать всю гравировку, но оказалось, что у датских почтовых властей тоже есть чувство юмора.
Оригинальный текст (англ.)I thought I would be forced to redo the whole engraving, but the Danish Postal Authorities also had a sense of humor.

### Графика
С филателистической точки зрения почтовые марки — миниатюрные произведения графического искусства, выполненные полиграфическими средствами. В ранний период дизайн почтовых марок был сугубо утилитарен, а в некоторых случаях рисунок и даже цвет отсутствовали вовсе (см. «Тифлисская уника»). По сути, перед гравёрами ставились четыре задачи: возможно более наглядно представить величину почтового сбора, его цель и государственный статус, а также затруднить фальсификацию марки. Поэтому доминирующими марочными сюжетами в середине — конце XIX века были крупные цифры номиналов, символика почтовых служб, а также гербы и/или портреты правителей стран-эмитентов либо мифологических персонажей (человеческое лицо и фигуру трудно воспроизвести кустарно). Важная роль обычно отводилась непростоте орнаментов, опять же, как способу усложнения рисунка для затруднения его несанкционированного воспроизведения.
Цифры номиналов и орнаментальные элементы на почтовых марках
Отчасти столь скудный сюжетный перечень был следствием недостаточного развития и дороговизны полиграфических возможностей, не всегда в полной мере оказывавшихся по карману даже на государственном уровне (см. Примитивная почтовая марка). По мере того, как полиграфия становилась доступнее, а сам факт существования почтовых марок обыденнее для населения (то есть уже не требовал дополнительных пояснений), сюжеты их изображений становились разнообразнее.
К первым десятилетиям XX века сложилась классическая композиция элементов дизайна — поля (они были необходимы из-за не всегда хорошей центровки при перфорировании марочного листа), орнаментальная рамка, состоящая из верхней (banner) и нижней части (tablet), часто включающая в себя текстовые элементы (название эмитента, номинал, вид почтового сбора, пояснения к рисунку) и, иногда, портрет монарха в медальоне сверху или сбоку, а также собственно центр рисунка — виньетка. Последняя даже в странах-монархиях к этим годам уже не всегда содержала номинал или портрет правителя. Обычными становились портреты исторических личностей и простых людей, местные пейзажи, бытовые и исторические сцены, флора и фауна, военная и гражданская техника, здания, памятники и др.
Поскольку двуцветные марки изготовлялись в два проката, иногда марочный лист попадал под одну из двух печатных форм не той стороной и работники типографии порой пропускали такой брак, а почтовые служащие по невнимательности пускали его в продажу. Из-за этого образовался целый класс редкостей — марки-перевёртки (см., например, «Перевёрнутая Дженни»).
Важную роль в стремлении почтовых администраций создавать всё более искусные марки сыграла и продолжает играть филателия: на эту продукцию возник требовательный покупатель, обеспечивающий стабильный дополнительный доход. Со второй половины 1960-х годов, дальнейшим развитием полиграфических возможностей (офсет) и ощутимой либерализацией эмиссионной политики многих стран тематика и оформление марок стали почти безграничны.
Кроме того, при создании почтовых миниатюр исчезла производственная необходимость в прежних ограничениях, ныне дизайн значимой части марок уже не следует канонам: поля, деление рисунка на рамочную и виньеточную часть остаются на усмотрение художника. Многие ранее обязательные служебные надписи (название валюты, вид марки) уходят в прошлое — оставляя больше пространства для надписей, обусловленных сюжетом.
Различные эксперименты с марочной бумагой, предпринимавшиеся ради лучшей защиты от фальсификации, известны со второй половины XIX века — см., например, гильоширование, вафелирование, нанесение фосфорных полосок и др. Но ныне уже нет необходимости ограничиваться одной лишь бумагой как материалом. За прошедшие десятилетия государства мира выпускали почтовые марки на деревянном шпоне, шёлке, различных металлических пластинах (от алюминиевых, медных и стальных до серебряных и золотых, в том числе из чистого золота без подкладки). Существуют марки с вышивкой, марки-грампластинки, светящиеся флуоресцентные, стереоскопические, голографические, лентикулярные (марки-фильмы), даже фарфоровые марки, марки с метеоритной пылью, сбором еловых семян и с кристаллами Swarovski. Кроме того, выпускаются (в том числе Россией) марки, имеющие различные запахи, а также разные на вкус — от ананасового до шоколадного.
Благодаря ещё бо́льшему удешевлению производства тиражей, практически все государства и территории современного мира получили максимальные возможности для самовыражения. Что, впрочем, имеет и оборотную сторону: современные марки разных государств потеряли прежде присущие им индивидуальные черты, чему способствует и широкое международное сотрудничество: эти марки часто печатаются в одних и тех же типографиях (например, Мальта их заказывает в немецкой Bundesdruckerei). Кроме того, некоторые страны третьего мира стали систематически наводнять мировой филателистический рынок выполненными на достаточно высоком уровне спекулятивными марками.